# Montardo Petit
El Montardo Petit és una muntanya que es troba en límit dels termes municipals de la Vall de Boí (Alta Ribagorça) i de Naut Aran (Vall d'Aran), situada en el límit del Parc Nacional d'Aigüestortes i Estany de Sant Maurici i la seva zona perifèrica.

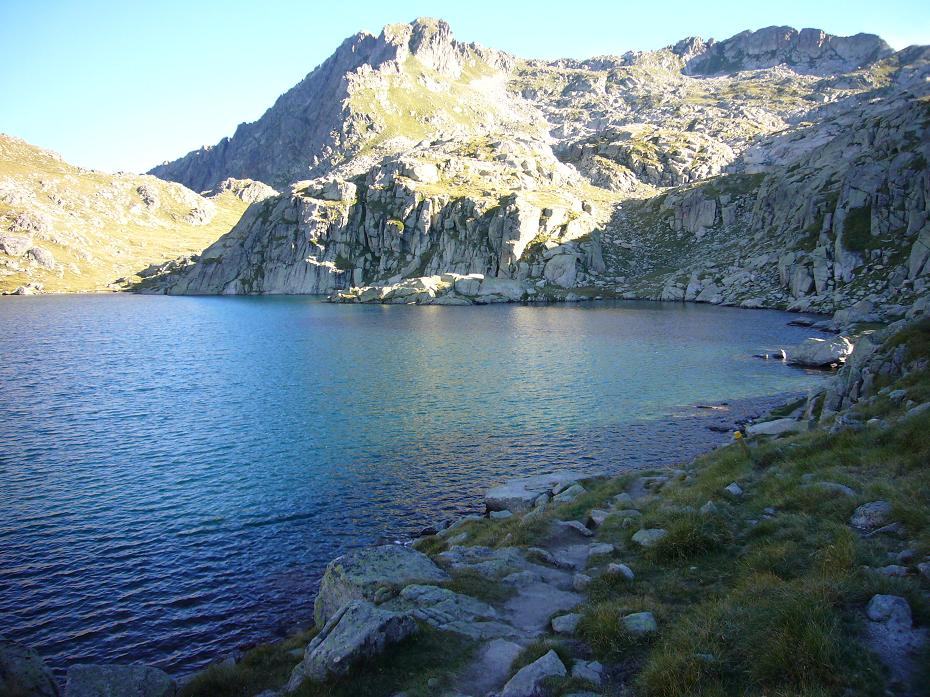
Montardo, Montardo Petit i Coret de Oelhacrestada vistos des de la riba oriental de l'Estany de Monges.

El pic, de 2.781,4 metres és l'extrem nord-oriental de la Serra de Tumeneia, que separa la sud-oriental Capçalera de Caldes de la nord-occidental vall de Valarties. Està situat nord del Coret de Oelhacrestada i al sud-sud-est del Còth de Montardo.

## Rutes
Les rutes coincideixen amb les del seu germà gran: el Montardo, perquè tan sols estan separats per poc més de 250 metres. Des del Coll de Montardo, on les rutes se bifurquen, es pot pujar fàcilment els dos cims.
Dues són les rutes més habituals per arribar al Coret de Oelhacrestada, per iniciar la puijada al Coll i després al cim:
- Des del Refugi de la Restanca via Estanh deth Cap deth Pòrt. Aquest tram coincideix amb el GR 11.18, i també amb la ruta normal de l'etapa de la travessa Carros de Foc que uneix els refugis Joan Ventosa i Calvell i de la Restanca.
- Des del Refugi Joan Ventosa i Calvell hi ha quatre variants, depenent per quines ribes es voregin els diferents estanys del recorregut. La variant més habitual passa entre els estanys de Travessani i Clot, després entre els de Mangades i Monges. Aquesta ruta coincideix en l'altre tram de l'etapa de la travessa Carros de Foc que uneix els dos refugis.

La tercera ruta ho fa pel Circ del Montardo:
- Abandonat la GR 11, 400 metres a l'oest de l'estanh de Montcasau, per dirigir-se al Lac de Saslòsses primer, i a les Basses deth Montardo i el Còth deth Montardo després.